# バカー
株式会社バカー（βακα）は、日本のゲームソフトデベロッパー。

## 概要
ドワンゴとカラーの共同出資にて2018年2月に設立。代表取締役として斉藤大地が、取締役として庵野秀明、川上量生がそれぞれ就任した。インディーゲームを中心とする、個人によるコンテンツ開発の支援と、国内外へのコンテンツ展開を目的としている。
2019年10月にMBOを行い、KADOKAWAグループから独立した。
社名の由来は、「詰め物」を意味するギリシャ語「βακα」から。

## 沿革
- 2015年
  - 5月 - 『ゲームマガジン』開始
  - 8月 - 『月刊コミックジーン』で『殺戮の天使』連載開始
- 2018年2月 - ドワンゴとカラーの共同出資でバカー社設立
- 2019年
  - 4月24日 - 『被虐のノエル』ドラマCD発売
  - 4月27日・28日 - ニコニコ超会議2019にて『殺戮の天使』『被虐のノエル』『アルネの事件簿』の3作品が出展
  - 5月 - 『Touhou Luna Nights』発売開始
  - 6月 - 『アルネの事件簿』Case.2 問題編 Teil5を公開
  - 7月 - 『被虐のノエル』Season10を公開
  - 8月 - 『つぐのひ 〜幽闇の並葬電車〜』を公開
  - 8月 - 『コクラセ』アプリ版を公開
  - 10月 - 経営陣によるMBOが行われる
  - 11月 - TVアニメ『殺戮の天使』の配信がdアニメにてスタート
  - 11月 - 『被虐のノエル』制作者・カナヲ氏のインタビューが「CREATIVE VILLAGE」にて掲載
- 2020年
  - 1月 - 『つぐのひ〜囁く玩具の家〜』を公開
  - 2月 - 『被虐のノエル』Season11を公開
  - 4月 - 『アルネの事件簿』Case.2 問題編 Teil5を公開
  - 4月 - 『お結び』を公開
  - 5月 - 『殺戮の天使 Episode. Eddie』Steamで配信開始
  - 5月 - 『被虐のノエル』Season9』Steamで配信開始
  - 5月 - 『アルネの事件簿』Steamストアページを公開
  - 5月 - 『つぐのひ』Steamストアページを公開

## 作品
- 殺戮の天使
- 被虐のノエル
- つぐのひ
- アルネの事件簿
- メイドインザダーク
- まいまいまいごえん